# Altrip
Pour l’article ayant un titre homophone, voir Altrippe.

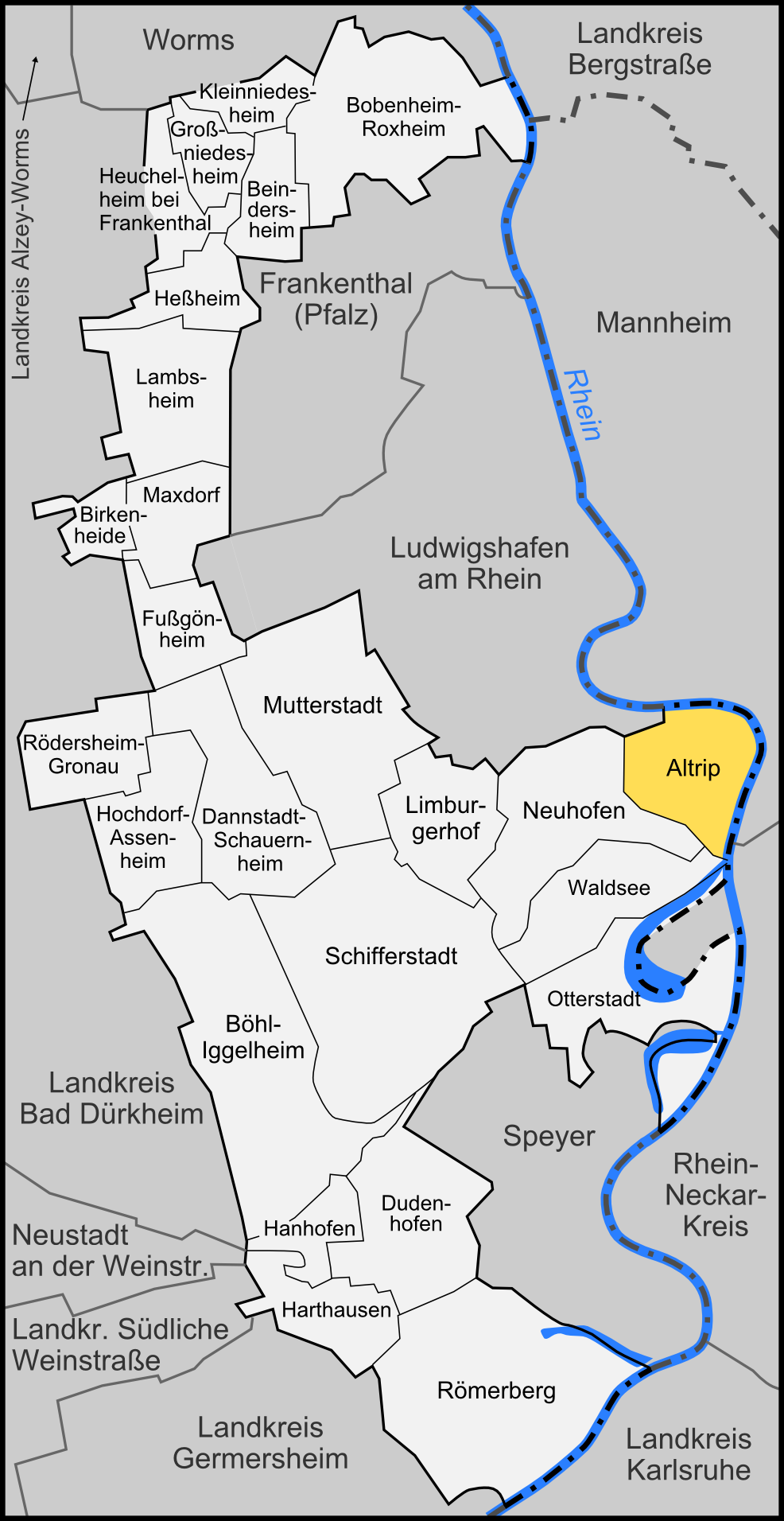
Altrip dans l'arrondissement de Rhin-Palatinat

Altrip est une commune allemande de l'arrondissement de Rhin-Palatinat, située dans le Land de Rhénanie-Palatinat. Elle compte environ 7 865 habitants.
Se trouvant à environ 7 km au sud de Ludwigshafen.

## Histoire
La plus ancienne mention connue de la commune date de l'an 369.

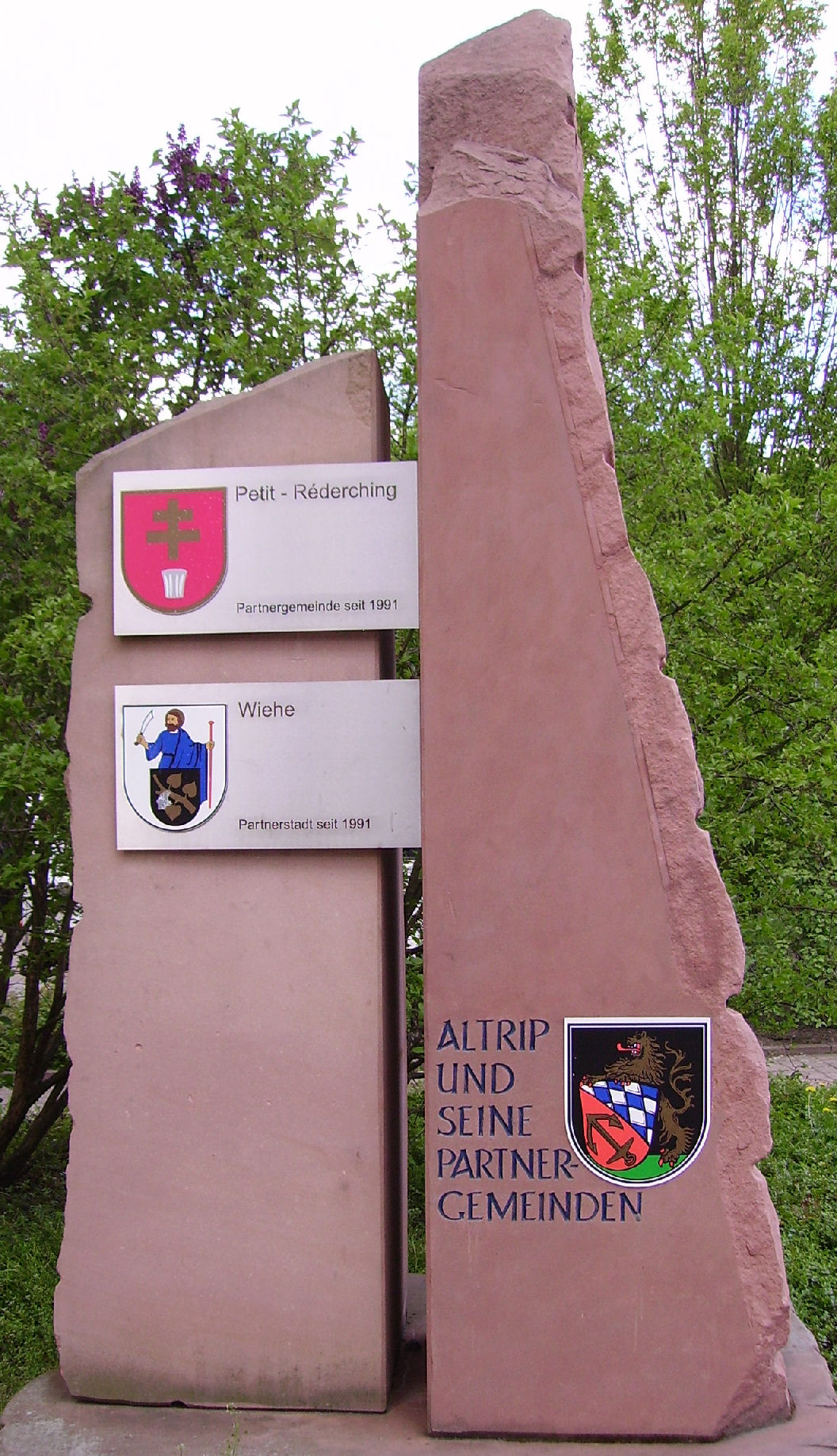
Jumelage
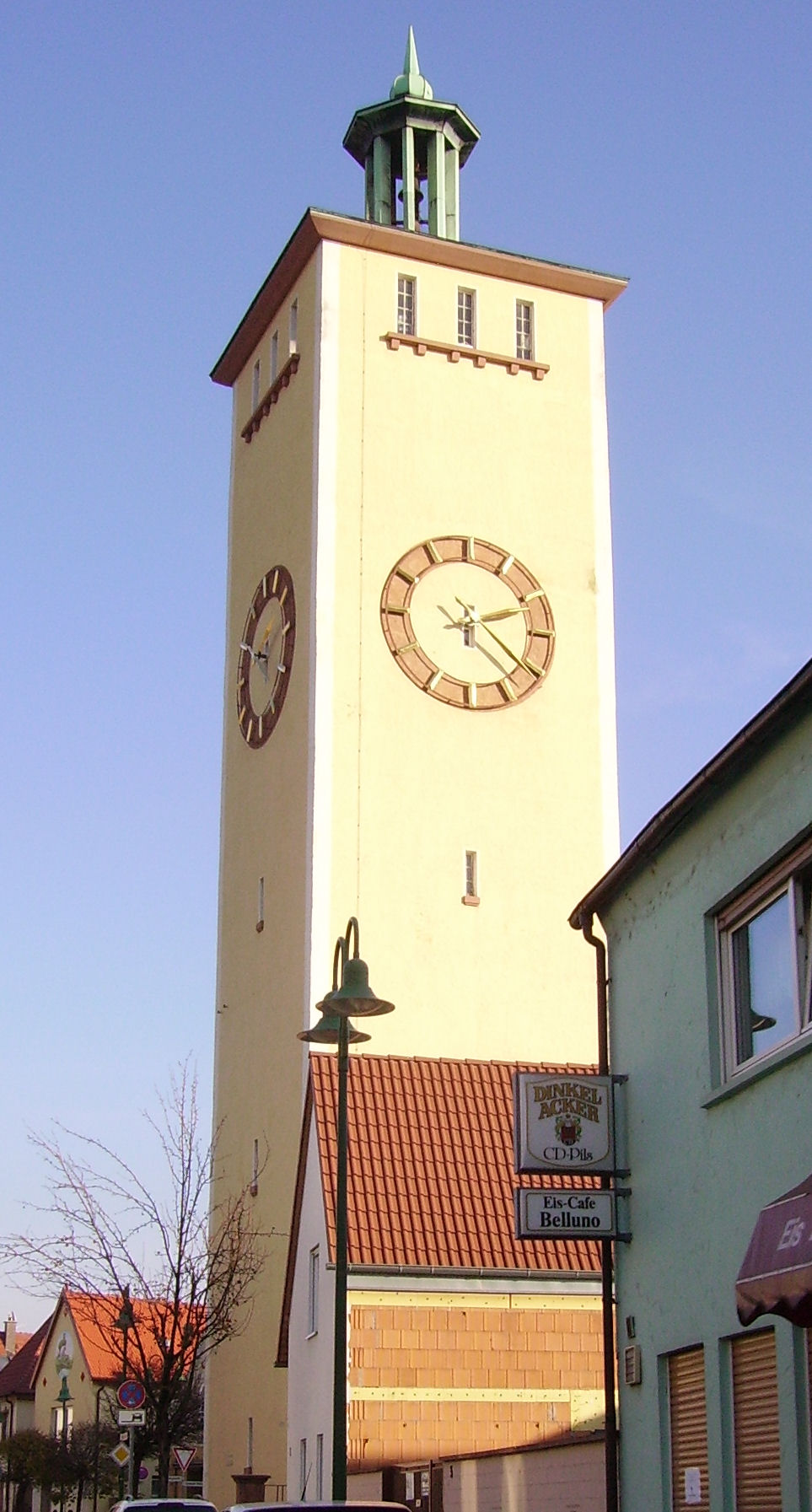
Châteaux d'eau
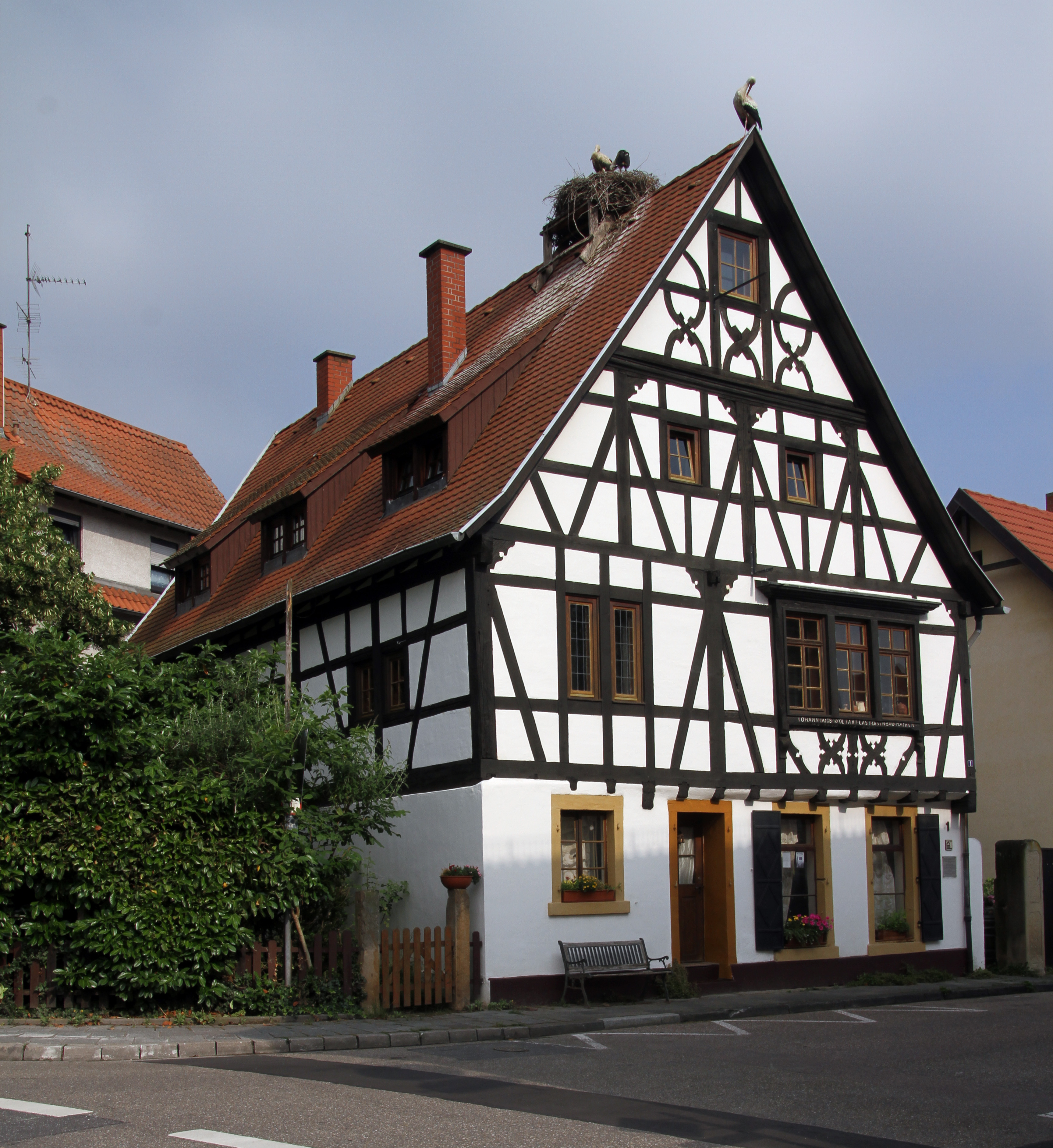
Plus vieille maison à Altrip
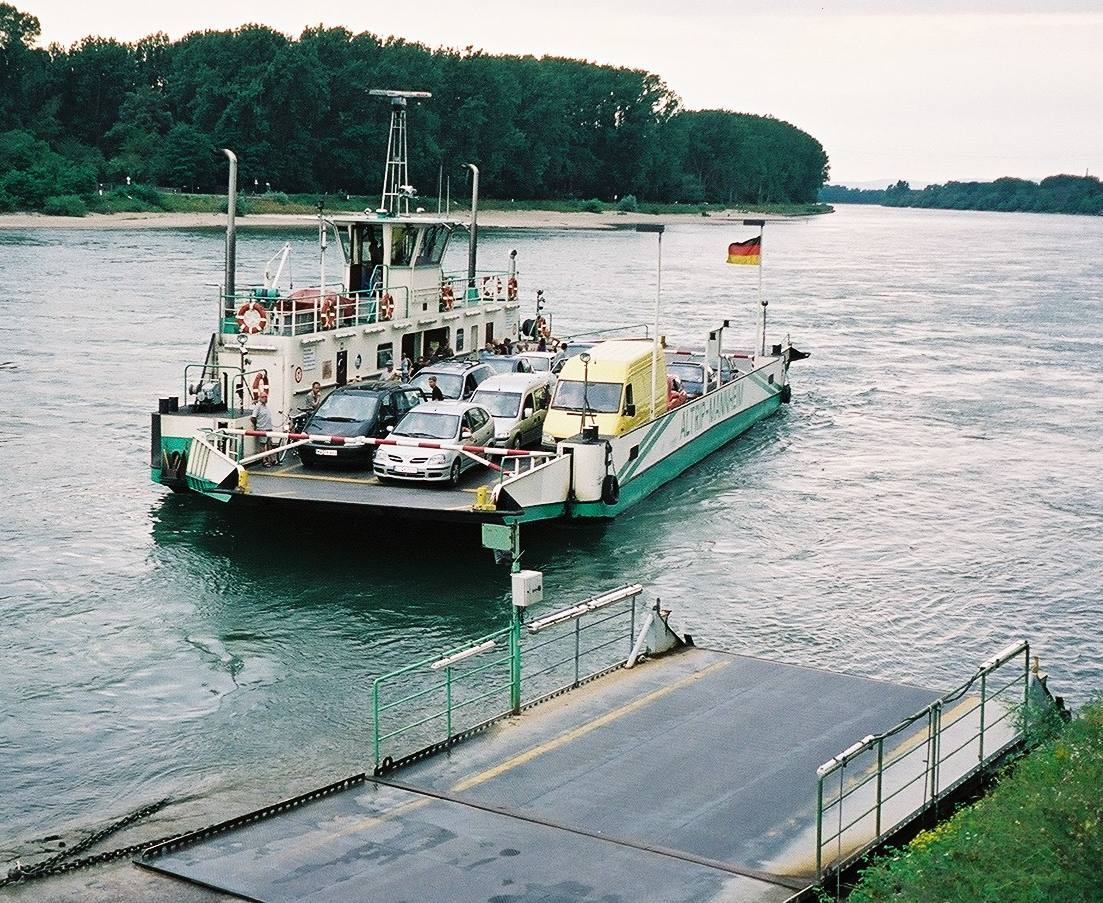